# Jean Coulomb
Jean Coulomb (Blida, 7 de maio de 1904 — Paris, 26 de fevereiro de 1999) foi um geofísico e matemático francês. Foi um dos primeiros membros do grupo de matemáticos Nicolas Bourbaki.